# Palazzo de' Benci
Palazzo de' Benci si trova in via de' Benci 16 a Firenze.

## Storia
Posto davanti all'arco dei Peruzzi, l'edificio era un'ulteriore porzione della grande proprietà che gli Alberti del Giudice avevano su questo lato della via, acquistata tra il 1462 e il 1469 dai Benci, che originariamente avevano le proprie case al di là del ponte alle Grazie. Al prestigio di questa proprietà si deve la titolazione della strada e, benché non si conoscano le forme assunte dal palazzo nel Quattrocento, la fama del luogo, segnalato dalla letteratura essenzialmente per la tradizione che vuole che Leonardo da Vinci dipingesse qui il famoso Ritratto di Ginevra de' Benci, ora alla National Gallery di Washington, e l'Adorazione dei Magi degli Uffizi, che in effetti lo stesso Giorgio Vasari dice presente "in casa d'Amerigo Benci dirimpetto alla loggia dei Peruzzi".
L'edificio attuale, già indicato da Walther Limburger come risalente alla fine del Quattrocento, è in realtà una reinterpretazione ottocentesca dell'architettura fiorentina rinascimentale, voluta dalla famiglia Fossi che a questa data ne era divenuta proprietaria, e che sfrutta un primo piano riconducibile all'originario edificio trecentesco.
La facciata è stata restaurata nel 1977 e quindi nel 2000. Il palazzo è sottoposto a vincolo architettonico dal 1936.

## Descrizione

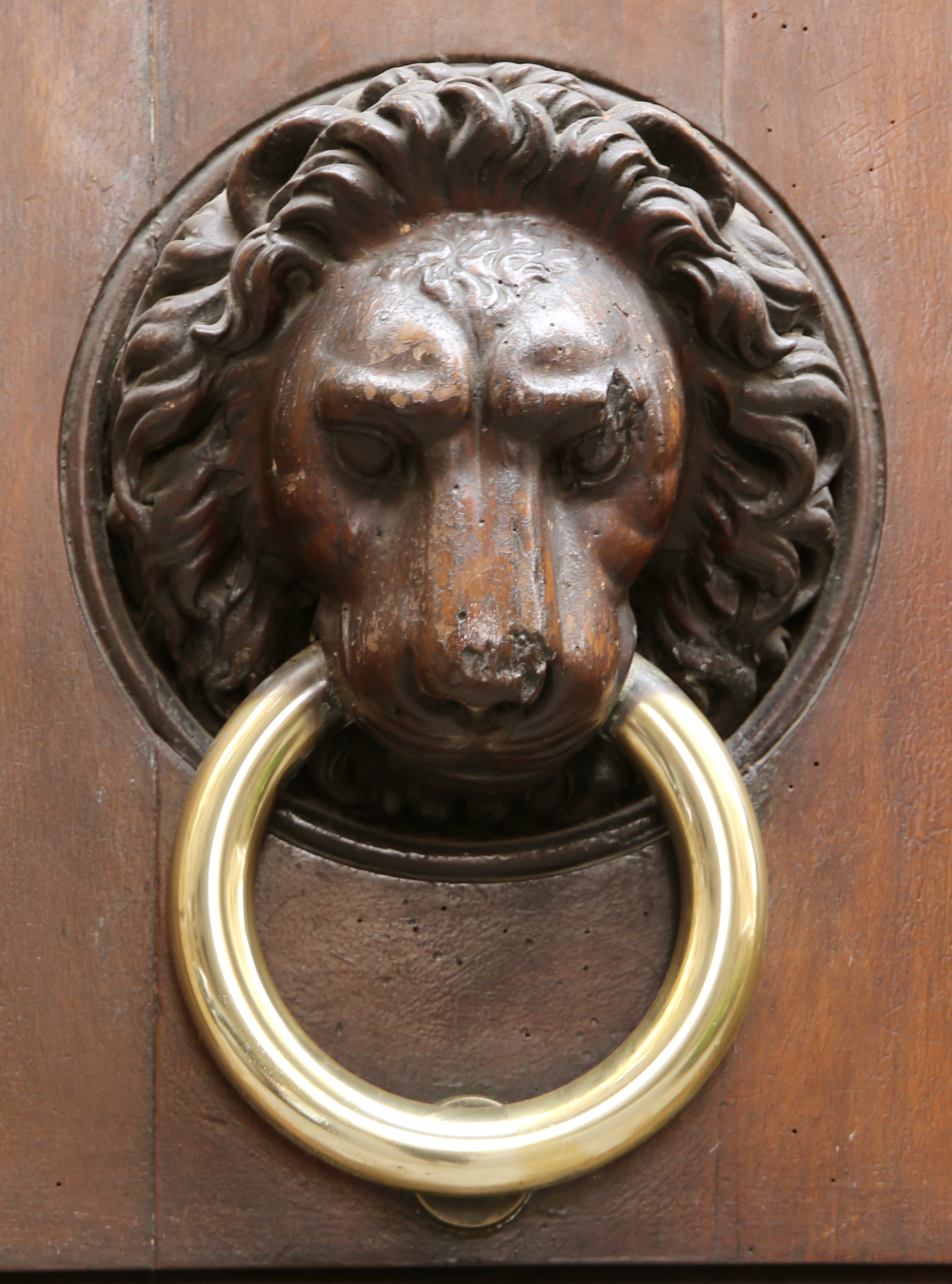
Maniglia del portale

Il palazzo presenta il terreno segnato da grandi bozze di pietra rustica, sul quale si aprono le finestre rettangolari del mezzanino e cinque grandi arcate: quella centrale è adibita a ingresso, le altre sono state chiuse e includono finestre rettangolari, con brachettone, databili al Seicento. Sul fronte si allineano ferri da cavallo e ferri da bandiera; notevoli anche le belle inferriate in ferro battuto e l'affisso del portone (XIX secolo).
Il primo e il secondo piano, come detto, sono un rifacimento ottocentesco. Oltre l'androne d'ingresso è un cortile, molto trasformato ma che conserva ancora al primo piano, su due lati, un corpo aggettante su grandi mensole, identificabile come parte della primitiva costruzione. Nel cortile è uno scudo con l'arme dei Fossi (d'oro, alla fascia (araldica) diminuita e abbassata d'argento, sostenente un'aquila dal volo abbassato di nero, e alla campagna di rosso, caricata di un rametto di cedro di verde, fruttato d'oro, rivolto; nel quarto franco d'argento, caricato di una porta di rosso, chiusa dello stesso), successivo al 1840, visto che il quarto franco appare per la prima volta in occasione dell'ammissione di Giovanni Battista Fossi alla nobiltà fiesolana in tale data.
Di notevole interesse lo scalone, databile fra il XVIII e il XIX secolo.
Al 32r l'edificio ha una casa di dipendenza, che vi si addossa: in quanto originariamente destinato a locali di servizio, non presenta elementi architettonici di particolare interesse, pur mostrando forme e disegno complessivo che rimandano al XVII secolo. Il fronte si presenta scandito su quattro livelli da fasce marcadavanzale, con il piano terra caratterizzato da una grande apertura ad arco ribassato con cornice in pietra, probabile antico ingresso carraio del palazzo. Su ciascuno degli altri piani vi sono due aperture anch'esse incorniciate. La facciata è intonacata.